# Айтис
Айтис (від айту— розповідати), айтіш— імпровізоване змагання двох акинів, форма усної народної пісенної поезії у казахів і киргизів. Айтис акомпанується киргизьким національним музичним інструментом комузом, а у казахів домброю.  У кочових народів Центральної Азії вірші айтис пов'язані з суспільним життям народу і народилися, коли ще не було мистецтва письма.  
Під час айтису двоє акинів, що сидять (рідше стоять) навпроти один одного, виконують своєрідний пісенний діалог, постійно передаючи чергу та підхоплюючи слова опонента. Пісні під час змагання можуть бути на будь-яку довільну тему. За підсумками змагання вибирається переможець, при цьому оцінюється як музичність і ритмічність, так і кмітливість у підхопленні аргументів суперника.
В айтисі може брати участь і декілька акинів, хоча виступи парами найбільш поширені. Із 2008 року в Киргизстані проводяться міжнародні змагання з айтису. Перший міжнародний фестиваль Айтис відбувся у Бішкеку в серпні 2008 року. Тоді за почесне звання боролись близько 50 акинів. Другий фестиваль було проведено влітку 2009 року в Оші.
У 2001 році було створено громадський фонд «Айтиш», що надає підтримку акинам і розвитку айтишу. 
У 2008 році мистецтво акинів-імпровізаторів було включено у перелік нематеріальної спадщини ЮНЕСКО.
У Казахстані у всіх 16 регіонах країни постійно проводяться змагання з айтису. Фінальна церемонія нагородження називається  "Алтын домбыра" ("Золотий барабан").
Серед відомих киргизьких акинів радянської доби, що займалися атишом — Токтогул Сатылганов, Калик Акієв, Естебес Турсуналієв, Ашираали Айталієв, Тууганбай Абдієв.
Найвідоміші казахські акини, що прославилися у мистецтві айтису: Жанак Сагиндикули, Шоже Каржаубайули, Суюнбай Аронули, Биржан-сал і Сара Тастанбеккизи (у 1946 році композитор Мукан Тулебаєв на основі айтису між Біржаном і Сарою написав оперу «Біржан і Сара»), Асет Найманбаєв, Торебаем Єскожаули, Джамбул Джабаєв. Сучасні акини: Рінат Заїтов, Балгинбек Імашев, Жандарбек Булгаков, Дідар Камієв та інші.